# اس‌ام یوبی-۵
اس‌ام یوبی-۵ (به انگلیسی: SM UB-5) یک زیردریایی بود که طول آن ۹۲ فوت ۲ اینچ (۲۸٫۰۹ متر) بود. این زیردریایی در سال ۱۹۱۵ ساخته شد.